# Європейська агенція інтелектуальної власності
Європейська агенція інтелектуальної власності заснована в 1994 і відповідає за реєстрацію торгової марки Євросоюзу та за дизайн Співтовариства, два права інтелектуальної власності, що валідні по всьому ЄС; щороку вона реєструє 135,000 марок і 100,000 дизайнів. Також вона веде реєстр сирітських творінь. Розташована в Іспанії (м. Аліканте). До березня 2016 була відома як «Офіс гармонізації на внутрішньому ринку». 
Керівні органи — правління та бюджетний комітет, у кожному по члену від кожної країни ЄС, по 2 члена від Єврокомісії та по члену від Європарламенту. З 2012 року вона проводить Європейську обсерваторію з питань порушення прав інтелектуальної власності.
Центр медіації при EUIPO надає послуги альтернативного вирішення спорів (ADR) усім сторонам, залученим у спори щодо інтелектуальної власності, які розглядаються EUIPO.